# Everest
|  | Per a la pel·lícula, vegeu l'article Everest (pel·lícula de 2015) |

L'Everest, dins la serralada de l'Himàlaia, és el cim més alt del món, amb 8.848,86 m. Està situat a la frontera entre el Nepal i el Tibet. En nepalès el cim s'anomena Sagarmatha (सगरमाथा, el front del cel), i en tibetà Chomolungma o Qomolangma (la mare de l'univers), del qual deriva el xinès 珠穆朗玛峰 (en transcripció pinyin: Zhūmùlǎngmǎ Fēng). El nom Everest l'hi va donar Sir Andrew Waugh, l'agrimensor general britànic de l'Índia, en honor del seu predecessor Sir George Everest.

Everest, en 3D

## Toponímia
El nom en tibetà de l'Everest és Chomolungma o Qomolangma (que significa "Mare de l'univers"), i el seu nom en llengua xinesa és Zhūmùlǎngmǎ Fēng o Shèngmǔ Fēng.
D'acord amb els registres anglesos de mitjan segle xix, el nom local a Darjeeling per a la muntanya era el de Deodungha, o "Muntanya sagrada". Durant els anys 1960, el govern nepalès va donar un nom oficial en nepalès a la muntanya: Sagarmatha (सगरमाथा), que significa "Cap del cel".
El 1865, el britànic Andrew Waugh, topògraf general britànic a l'Índia, li va donar el primer nom en anglès a la muntanya. Anteriorment es denominava com el "pic gamma", "pic b", "pic afilat h" o "pic XV". En aquella època, tant el Nepal com el Tibet es mantenien tancats als viatgers estrangers. Respecte al nom de la muntanya, Andrew Waugh va escriure:
| « | El coronel George Everest, el cap i respectat predecessor al càrrec, em va recomanar assignar l'autèntic nom nadiu o local a cada element geogràfic, però aquí s'hi troba una muntanya, probablement la més alta del món, que no compta amb cap nom local que hàgim pogut descobrir, i el nom nadiu, si existeix, probablement no el trobarem fins que se'ns permeti penetrar al Nepal. Mentrestant, és el meu deure i privilegi assignar un nom perquè sigui conegut entre els ciutadans i geògrafs i convertir-se en un nom conegut a les nacions civilitzades. | » |

Waugh va decidir que el nom de la muntanya fos el del seu predecessor, George Everest. Curiosament, la pronunciació actual d'Everest difereix de la pronunciació original del cognom de Sir George Everest.
A principis dels anys 1960, el govern del Nepal es va adonar que l'Everest no tenia nom nepalès. Això era així perquè la muntanya no era coneguda ni tenia nom al Nepal, és a dir, a la vall de Katmandú i les àrees del voltant, i va començar a buscar-li un nom. El nom tibetà/xerpa no era acceptable, ja que anava en contra de la política de nepalització del país, de manera que se'n va inventar un de nou, Sagarmatha (सगरमाथा), creat per Baburam Acharya.
El 2002, el diari xinès Diari del Poble va publicar un article pronunciant-se en contra de l'ús constant del nom anglès a Occident, insistint que s'hauria d'utilitzar el nom tibetà. El diari argumentava que el nom xinès (realment un nom tibetà) és anterior a l'anglès, ja que el nom "Qomolangma" es troba marcat en mapes xinesos amb una antiguitat de 280 anys.

## Sobre l'altitud
L'indi Radhanath Sikdar, matemàtic i topògraf de Bengala, va ser el primer a identificar el pic com la muntanya més alta de la Terra, el 1852, utilitzant càlculs trigonomètrics basats en les mesures realitzades del "Pic XV" (com se'l coneixia fins aquell moment) i realitzades amb teodolits des d'uns 150 km de distància, a l'Índia. Aquestes mesures no es van poder fer més pròximes per la impossibilitat d'entrar al Nepal. Es va descobrir que el "Pic XV" tenia exactament 29.000 peus (8.839 msnm), tot i que es va anunciar el descobriment amb una xifra de 29.002 (8.840 msnm). L'augment arbitrari de 2 peus es va fer perquè no fes la impressió que un nombre tan exacte podria ser una estimació.
Més recentment, s'han realitzat nous càlculs de la seva altitud que donen com a resultat 8.848 msnm (29.029 peus), encara que hi ha alguna variació en les mesures. Després de l'Everest, la muntanya més alta és el K2, amb 8.611 msnm (28.251 peus).
L'altitud de 8.848 va ser determinada en un estudi indi de 1955, realitzat acostant-se més a la muntanya i utilitzant igualment teodolits. Aquesta altitud va ser reafirmada posteriorment, el 1975, per una mesura xinesa. En ambdós casos es va mesurar el cim de neu i no de roca. El maig del 1999, una expedició estatunidenca dirigida per Bradford Washburn, va col·locar un GPS a la roca del cim. El dispositiu va mesurar una altitud de 8.850 msnm per a la roca i 1 m per a la capa de neu i gel. Tot i que el Nepal no l'ha reconegut oficialment.
El 22 de maig de 2005, l'equip de l'"Expedició a l'Everest" de la República Popular de la Xina va ascendir al cim de la muntanya. Després de diversos mesos de complexes mesures i càlculs, el dia 9 d'octubre de 2005, un equip de científics xinesos de l'Oficina Estatal de Cartografia i Topografia va fer conèixer el resultat dels darrers estudis de mesurament efectuats amb l'objectiu de conèixer l'altitud exacta del cim més alt del món. Segons aquest equip, l'Everest mesura 8.844,43 m ± 0,21 m sobre el nivell del mar i van declarar que era la mesura més precisa realitzada fins al moment. Això és 3,7 metres menys del que es creia fins llavors. Les darreres mesures les havien efectuat, també els xinesos, l'any 1975, i havien establert que el cim es trobava a 8.848,13 m. L'estudi revelava, també, que al cim hi ha una capa de neu i gel de 3,5 metres de gruix, en comptes dels 90 cm que es creia.
En qualsevol cas, la forma geoide de la Terra aporta dubtes sobre la precisió mostrada per les mesures del 1999 i del 2005, i sobre la utilitat de determinar l'altitud amb una precisió molt alta.

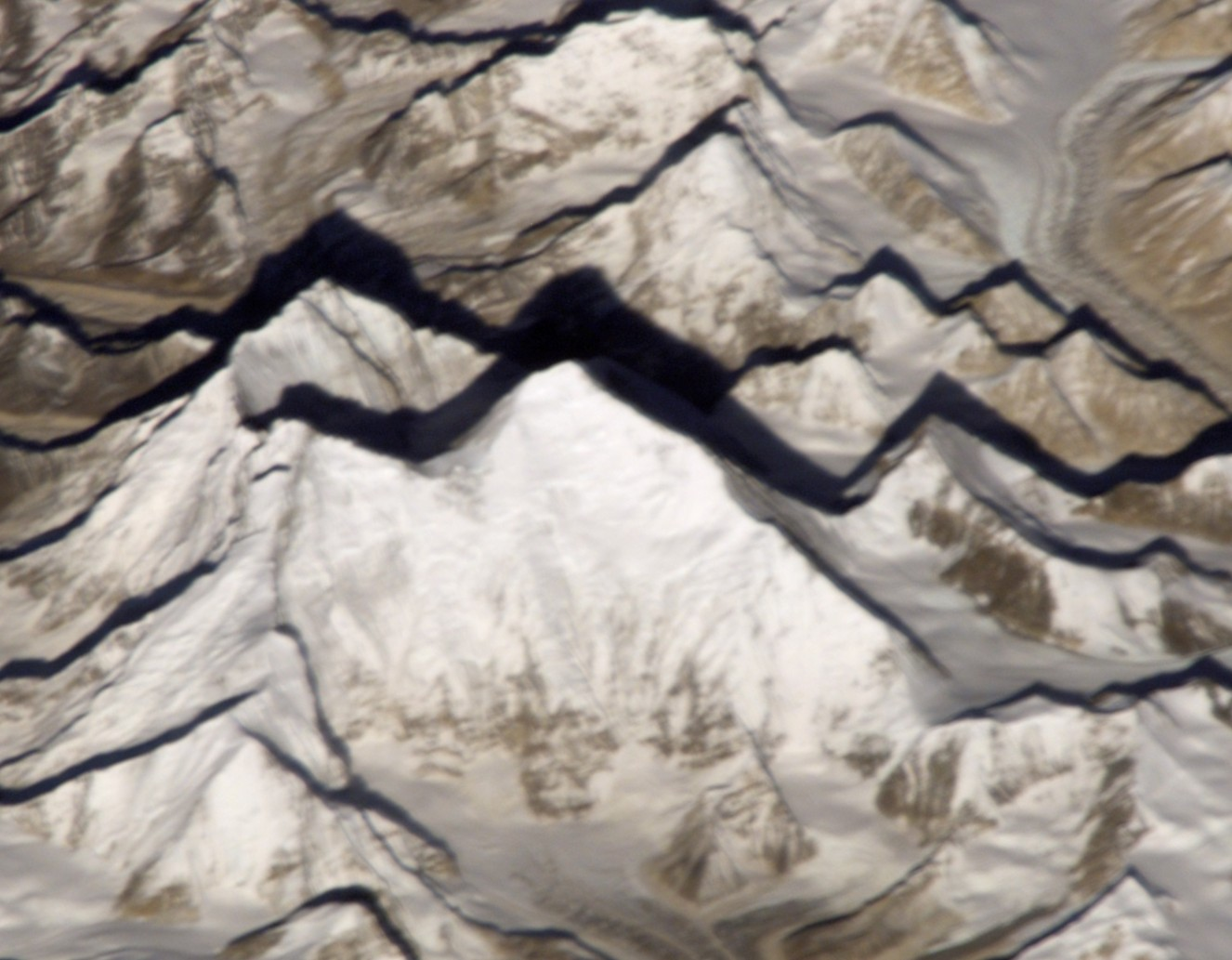
L'Everest vist des de l'espai.

Un mapa fotogramètric detallat (a escala 1:50.000) de la regió de Khumbu, incloent-hi la part sud de l'Everest, va ser fet per Erwin Schneider com a part de l'expedició internacional a l'Himalaia realitzada el 1955, en la qual també es va dur a terme un intent infructuós d'escalar el Lhotse. Un mapa topogràfic encara més detallat de l'àrea de l'Everest es va fer a finals dels anys 80, sota la direcció de Bradford Washburn, utilitzant fotografies aèries.
L'Everest encara s'està elevant avui dia, i va movent-se cap al nord-est, motivat per la tectònica de plaques de la zona del sud de l'Àsia. Dues fonts, suggereixen que la velocitat de moviment és de 4 mm. a l'any d'elevació, i entre 3 i 6 mm. cap al nord-est. S'ha suggerit fins i tot una disminució de la seva altitud.
L'Everest és la muntanya que té el cim a més altitud sobre el nivell del mar, però hi ha dues altres muntanyes que són candidates alternatives al títol de "Muntanya més alta de la Terra": el Mauna Kea, a Hawaii, és la més alta si es mesura des de la seva base, ja que s'alça 10.203 m sobre la base, al sòl oceànic, però només arriba als 4.205 msnm.
El punt més baix de l'oceà és més profund que l'altitud de l'Everest: el punt "Challenger Deep", que es troba a la Fossa de les Marianes, és tan profund que si se situés l'Everest al seu fons li faltarien més de 2 km. per arribar a la superfície.
L'any 2020 una nova mesura de 8.848,86 m va ser establerta i reconeguda per la Xina i el Nepal.

## Història

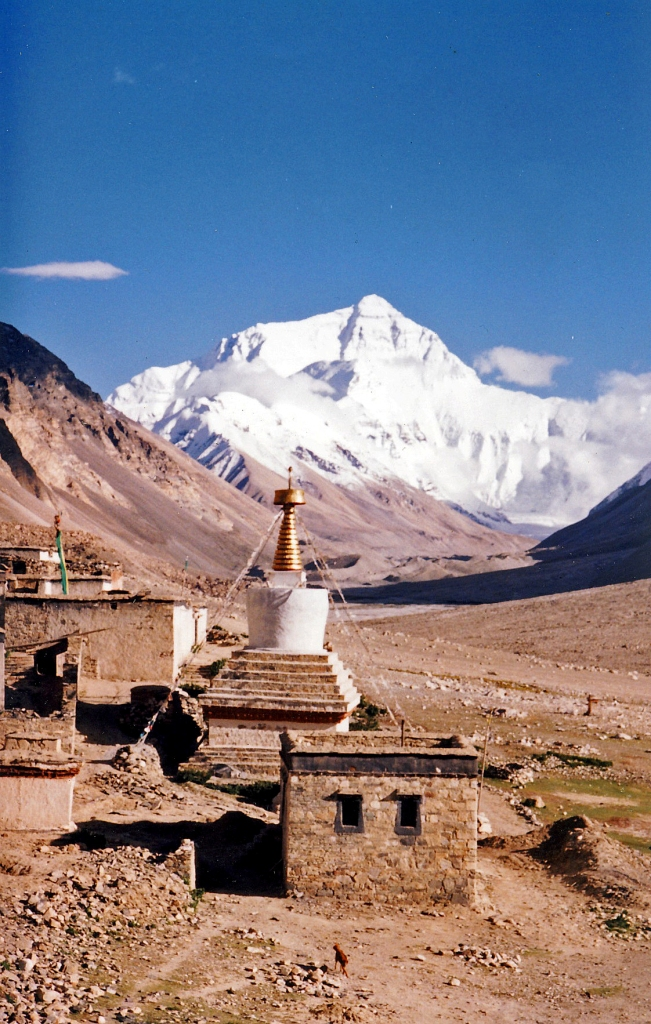
L'Everest vist des del Monestir de Rongbuk.

### Exploració
- 1852 El cim XV (8.840 m) podria ser el més alt de la Terra.
- 1865 El cim XV és batejat Everest en honor de Sir George Everest.
- 1921 De juny a setembre, primera expedició britànica, dirigida per Charles Howard-Bury i que incloïa a George Mallory entre els membres. Van reconèixer els vessants nord, nord-oest i est i van veure factible una ruta pel coll nord i l'aresta nord.[13]

### Primeres expedicions
El primer intent d'ascensió es va dur a terme entre l'abril i el juny del 1922, en el marc d'una segona expedició britànica, encapçalada per Charles Granville Bruce, i arriben a fins als 8.320m.
Dos anys després, el 1924, una tercera expedició britànica encapçalada per Edward Norton torna a intentar l'ascensió al cim. Tenien previst l'atac al cim per a mitjan maig, però una forta tempesta els endarrereix fins a primers de juny. Un primer intent fou realitzat per Howard Somerwell (es retirà per mal d'altura) i Norton que arribà fins als 8.570 metres. El 8 de juny George Mallory i Andrew Irvine feren un altre atac per la Via del Coll Nord, però desapareixen prop del cim. Durant molts anys s'ha especulat amb la possibilitat que haguessin fet el cim. El 1999, l'"Expedició d'Investigació sobre Mallory i Irvine" va trobar el cos de Mallory al punt esperat prop de l'antic camp base xinès. A partir d'aquest moment, va sorgir la controvèrsia al món de l'alpinisme sobre si els dos muntanyencs havien pogut arribar al cim en aquella ascensió, 29 anys abans que l'escalessin Hillary i Tenzing el 1953.
Mallory havia pronunciat una sèrie de conferències als Estats Units un any abans, el 1923. Va ser llavors quan, després de la pregunta d'un periodista de Nova York del perquè escalar l'Everest, (pregunta que havia sentit milers de vegades) va respondre: "Perquè és allí".
El 1933, l'expedició britànica dirigida per Hugh Ruttledge va tornar a ascendir el cim, i arribaren a 8.570m. I el mateix any, Lady Houston, una milionària britànica exballarina, va patrocinar el Vol Houston de l'Everest de 1933, pel qual una formació d'avions dirigida per Douglas Douglas-Hamilton, catorzè Duc de Hamilton i Marquès de Clydesdale, va volar per sobre el cim en un esforç de desplegar la Bandera del Regne Unit sobre el cim.
Les primeres expedicions van ascendir la muntanya des del Tibet per la cara nord, accés que va ser tallat a les expedicions occidentals el 1950 després que la República Popular de la Xina reafirmés el seu control sobre el territori tibetà. De totes maneres, un grup d'escaladors guiats per Hill Tilman va realitzar una expedició exploratòria a través del Nepal per la ruta que avui és la ruta habitual des del sud.

### Primera ascensió
A l'octubre de 1950 els xinesos envaeixen el Tibet, cosa que talla l'accés al vessant nord de la muntanya durant més de 30 anys. Això fa que calgui cercar noves rutes. Aprofitant que aquell mateix any el Nepal havia obert les seves fronteres a expedicions estrangeres es comença a estudiar la cara sud. El 1951 una expedició britànica encapçalada per Eric Shipton veu com aquesta ruta és possible i prepara un intent per a l'any següent, però el Nepal no els dona permís, perquè aquest ja havia estat donat a una expedició suïssa. Els suïssos arribaren fins a 8.600 metres.
El 1953 els toca el torn als britànics. John Hunt en serà el cap. Un primer intent, el 26 de maig, per la cordada formada per Tom Bourdillon i Charles Evans, es quedà a poc menys d'un centenar de metres del cim.
El 29 de maig el neozelandès Edmund Percival Hillary i el xerpa Tenzing Norgay es posaren en marxa a les 6.30 h del matí i arriben al cim a les 11.30 h, aconseguint d'aquesta manera el cim més alt del món.
En aquella època, ambdós van declarar que havia estat un esforç d'equip de l'expedició, però anys més tard, Tenzing, va revelar que Hillary va ser el primer que va posar el seu peu sobre el cim. Van parar a dalt de la muntanya per fer fotografies i van enterrar a la neu alguns dolços i una creu abans de davallar. La notícia de l'èxit de l'expedició va arribar ràpidament a Londres al matí del dia de la coronació de la reina Isabel II. De tornada a Katmandú, Hillary i Tenzing van descobrir que havien estat nomenats cavallers britànics.

### El desastre de 1996
Durant la temporada d'escalada de 1996, quinze persones van morir a l'Everest convertint-se aquest any en el més mortífer de la història de l'Everest. Vuit d'elles, que pertanyien a tres expedicions diferents, van morir el dia 10 de maig a causa d'una tempesta que va afectar la muntanya. Durant el mes següent quatre persones més van morir a conseqüència de les lesions produïdes aquell dia. El desastre va ser molt conegut i va aixecar una gran controvèrsia sobre la massificació de l'Everest. El periodista Jon Krakauer, que treballava per la revista Outside, era part d'un dels grups afectats i posteriorment va publicar un llibre Into Thin Air (traduït al català com La febre del cim) explicant-hi la seva experiència. Anatoli Boukreev, un guia que es va sentir al·ludit per Krakauer va escriure un llibre en resposta anomenat L'escalada. La disputa va encendre un llarg debat dins el món de l'alpinisme. El maig de 2004, el metge Kent Moore i el cirurgià John L. Semple, ambdós investigadors de la Universitat de Toronto van declarar a la revista New Scientist que una anàlisi de les condicions atmosfèriques d'aquell dia indicava que un temps meteorològic estrany va causar que el nivell d'oxigen es reduís un 14%.

L'impacte de la tempesta a l'altre costat de la muntanya, a l'aresta Nord, on també van morir escaladors, es narra en primera persona en el llibre "A l'altre costat de l'Everest" del director britànic i escriptor Matt Dickinson.

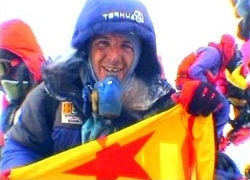
Expedició Everest 50 al 2003

### Altres ascensions
- 1960 Primera ascensió de la cara nord per una expedició xinesa.
- 1960-1961 De setembre a maig, expedició i estudi dels límits de l'organisme a gran altitud.
- 1975 Científics xinesos determinen que l'altura de la muntanya és de 8.848,13 metres.
- 1975 Junko Tabei, esdevé la primera dona a fer el cim de l'Everest.
- 1978 Reinhold Messner i Peter Habeler fan la primera ascensió sense oxigen.
- 1980 Primera ascensió hivernal (17 de febrer) pels polonesos Leszek Cichy i Krzysztof Wielicki.
- 1980 21 d'agost, primera ascensió en solitari i sense oxigen del tirolès Reinhold Messner.
- 1982 Primera expedició catalana, organitzada pel CEC, que arriba fins als 8.500 m però no pot assolir el cim.
- 1983 Segona expedició catalana, que arriba fins als 8.300 m però no pot assolir el cim.
- 1985 Tercera expedició catalana, que el 28 d'agost acompleix la primera ascensió catalana al cim per mitjà dels alpinistes Òscar Cadiach, Toni Sors i Carles Vallès.
- 1991 El 6 d'octubre apleguen al cim els primers valencians: Juan Carlos Gómez, Coque Pérez i Rafa Vidaurre
- 1996 Araceli Segarra és la primera catalana a fer el cim.
- 1999 Es troba a la cara nord el cos de George Mallory, desaparegut a l'expedició britànica de 1923.
- 2003 El 23 de maig el xerpa Pemba Dorjie Sherpa realitza l'ascensió més ràpida de la història, en 12 hores i 45 minuts. Aquest any hi va haver un nou rècord d'expedicions a l'Everest coincidint amb el 50è aniversari de la primera ascensió.
- 2004 El 19 de maig Núria Balagué i Maite Hernández fan cim en una expedició femenina i es converteixen en les primeres catalanes a assolir-lo per la cara Nord.
- 2004 El 21 de maig Pemba Dorjie Sherpa millora el seu temps ascendint en 8 hores i 10 minuts.
- 2005 Es descobreix que l'Everest té uns quants de metres menys del que s'havia calculat a causa d'una capa de gel al cim i dels moviments sísmics de la zona.
- 2006 El 17 de maig fa el cim per la Cara Nord Joan Cardona d'una expedició [Gironina] formada per Jordi Servosa, Arnau Julià Bonmatí, Jordi Canyigueral Joan Cardona, Rafel Fuentes i Lluís Julià.
- 2006 El 18 de maig una expedició mallorquina formada per Tolo Quetglas, Joan Antoni Olivieri i Tolo Calafat fa el cim.
- 2012 El 21 de maig, Joan Clofent, amb 66 anys, es converteix en l'espanyol de més edat a coronar l'Everest.[20]
- 2017 El 22 de maig, Kilian Jornet fa el cim sense oxigen ni cordes fixes en un total de 26 hores sortint des del monestir de Rongbuk.[21] Sis dies més tard, el 28 de maig, tornaria a fer el cim sense usar oxigen ni cordes fixes, aquesta vegada sortint des del camp base avançat de la cara nord i tardant un total de 17 hores.[22]
- 2017 El 27 de maig, Ferran Latorre feia el cim utilitzant oxigen en els darrers metres de l'ascensió. Aquest cim el convertia en el primer català en ascendir els 14 vuit mils.[23]

## Catalans a l'Everest
Expedicions catalanes (o amb participació catalana) al cim de l'Everest.
| Any  | Nom de l'expedició                                | Ruta                                                      | Cap de l'expedició       | Expedicionaris | Cim/Intent | Alpinistes que assoleixen el cim          |
| ---- | ------------------------------------------------- | --------------------------------------------------------- | ------------------------ | --- | ---------- | ----------------------------------------- |
| 1982 | Expedició catalana a L'Everest (Sagarmatha)       | Aresta Oest                                               | Lluís Belvís             | Jaume Altadill, Josep Manuel Anglada, Òscar Cadiach, Josep Casanovas, Emili Civis, Lluís Hortalà, Antoni Llasera, Manuel Mateu, Xavier Pérez-Gil, Jordi Pons Sanginés, Joan Ribas, Francesc Sàbat Montserrat, Narcís Serrat, Jordi Sugranyes, Alfons Valls i Josep Vidal                                                     | Intent     | -                                         |
| 1983 | Expedició Caixa de Barcelona a l'Everest          | Aresta Nord, des del Coll Nord                            | Conrad Blanch            | Nil Bohigas, Òscar Cadiach, Jordi Camprubí, Jordi Canals, J.M. Duran, Lluís Gómez, Enric Lucas, Joan Massons, Antoni Ricart, Miquel Sánchez i Toni Sors | Intent     | -                                         |
| 1985 | II Expedició Caixa de Barcelona a L'Everest       | Aresta Nord, des del Coll Nord                            | Conrad Blanch            | Òscar Cadiach, Antoni Sors, Carles Vallès, Jordi Camprubí, Jordi Canals, Lluís Gómez, Enric Lucas, Jordi Magriñà, Nil Bohigas, Joan Massons, Xavier Pérez-Gil, Antoni Ricart, Miquel Sánchez. | Cim        | Òscar Cadiach, Antoni Sors, Carles Vallès |
| 1988 | Expedició Everest'88 Epson                        | Aresta Oest Aresta Sud Est, des del Coll Sud              | Lluís Belvís             | Nil Bohigas, Lluís Giner, Josep Casanovas, David Casas, Joan Germán Casola, Jerónimo López, Jaume Altadill, Antoni Llasera, Sergi Martínez, José Luís Moreno, Jordi Muñoz, Frederic Puig, Mery Puig, Anton Rañé, Joan Ribas, Manuel Sol, Joan Tomás Gutiérrez i Alfons Valls                                                 | Intent Cim | Nil Bohigas, Lluís Giner                  |
| 1989 | Expedición Civico-Militar Everest 89              | Aresta Nord-est                                           | ?                        | Santiago Arribas, César Alfaro, Pedro Arceredillo, Pedro Expósito, Eduardo Fernández, Francisco Gan, Domingo Hernández, Alfonso Juez, Avelino Mora, Juan Orta, Francisco P. Arellano i Franco Pelayo, Joan Martínez, Màximo Murcia, Leo Vegué i Miguel Angel Vidal. Sherpes: Penba Norbu, Ang Dorje, Ang Sona i Daha Tensing | Intent     | -                                         |
| 1992 | Expedición Cívico-Militar Everest'92              | Aresta Sud Est, pel Pilar sud                             | ?                        | Francisco Gan, César Alfaro, Sebastián Álvaro, Pedro Arcederillo, Ricardo Arregui, Santiago Arribas, Pedro Expósito, Eduardo Fernández, Domingo Hernández, Alfonso Juez, Juan Orta, Francisco Pérez Arellano, Antonio Pérezgrueso, Ramón Portilla, Francisco Soria, Antonio Trabado, Leo Vegué i Miguel A. Vidal             | Cim        | Francisco Gan                             |
| 1992 | Expedició Bex Everest'92                          | Aresta Sud Est, des del Coll Sud                          | ?                        | Joan Tomàs Gutiérrez, Juan Mari Eguillor, Pachi Fernández, Ignacio Ochoa de Olza, Mikel Reparaz i Pedro Tous | Cim        | Joan Tomàs Gutiérrez                      |
| 1993 | Expedició Gas Natural a l'Everest                 | Aresta Sud Est, des del Coll Sud                          | Lluís Belvís             | Josep Antoni Pujante, Jaume Altadill, Ernest Bladé, Òscar Cadiach, Emili Civis, Manuel de la Matta, Magda Nos i Lluís Ràfols | Cim        | Josep Antoni Pujante                      |
| 1995 | Expedició UPC Everest 95                          | Couloir Hornbein Aresta Nord                              | Albert Castellet         | Ernest Bladé, Néstor Bohigas, Xavi González, Xavier Lamas, Ferran Latorre, Manuel de la Matta i Araceli Segarra | Intent     | -                                         |
| 1996 | Expedició Comarques de Girona a l'Everest'96      | Aresta Nord, Couloir Norton                               | ?                        | Anna Agustí, Joan Cardona, Salvador Coll, Quicu Campos, Carles Figueres, Francesc Masó i Jordi Tosas | Intent     | -                                         |
| 1996 | Everest IMAX Filming Expedition                   | Aresta Sud Est, des del Coll Sud                          | ?                        | Araceli Segarra, David Breashears, Elizabeth Cohen, Brad Ohlund, Audrey Salkeld, Robert Schauer, Jamling Tenzing Norgay, Sumiyo Tsuzuki, Ed Viesturs i Paula Viesturs amb un nombrós equip de filmació | Cim        | Araceli Segarra                           |
| 1997 | I Expedició Tarragona al sostre del món           | Aresta Nord, des del Coll Nord                            | Josep Maria Maixé Pasano | Óscar Anguera, Xavi Aymar, María Castro, Jaume Garrosset Gorgas, Roland Giné, Xavi López, Fermí Morera, Jacob Salvadó i Joan Tomàs Gebellí | Intent     | -                                         |
| 1997 | Expedició Gallina Blanca Everest-97               | Aresta Nord, des del Coll Nord                            | -                        | Carles Gel i Jordi Tosas | Intent     | -                                         |
| 2000 | Expedició Caixa de Manresa Everest 2000           | Aresta Sud Est, des del Coll Sud                          | Antoni Bahí              | Jordi Bayona, Joan Belmonte, Josep Aced, Jordi Bonet, Jordi Camprubí, Antoni Llasera, Frederic Puig, i el periodista Toni Mata (Regió 7) | Cim        | Jordi Bayona, Joan Belmonte               |
| 2000 | II Expedició Tarragona al sostre del món          | Aresta Sud Est, des del Coll Sud                          | Joan Tomàs Gebellí       | Xavi Aymar, Joan Borreguero, Jaume Garrosset Gorgas, Xavi López, Josep Maria Maixé Pasano i Jacob Salvador | Intent     | -                                         |
| 2000 | Expedició Diss-Com Everest                        | Aresta Nord, des del Coll Nord                            | Lluís Ràfols             | Lluís Ràfols | Intent     | -                                         |
| 2000 | Expedición Andalucia-Everest 2000                 | Aresta Sud Est, des del Coll Sud                          | ?                        | Joan Josep Garra, Fernando Fernández-Vivancos, Lolo González, Iván Jarra, Santi Millán, Amparo Ortega, José A. Pérez i Manuel Salazar | Cim        | Joan Josep Garra                          |
| 2000 | Expedición Tercer Polo IPIX Everest 2000          | Couloir Norton i Aresta Nord, des del Coll Nord           | ?                        | José Luís Antón, Jordi Corominas, Guillermo A. Garcia, Rosa Real, Ángel Sánchez i Miguel Ángel Vidal. | Intent     | -                                         |
| 2000 | I Expedición TVE Cara Norte Everest               | Aresta Nord des del Coll Nord                             | ?                        | Òscar Cadiach, Josu Bereciartura, Iñaki Kerejeta, Ferran Latorre, Juanito Oiarzabal, Juan Vallejo i Alberto Zerain amb un nombrós equip de tècnics de TVE. | Intent     | -                                         |
| 2001 | Expedició Everest 2001 - Parets al sostre del món | Aresta Nord, des del Coll Nord                            | Sergi Mingote            | Sergi Mingote | Cim        | Sergi Mingote                             |
| 2001 | II Expedición TVE Cara Norte Everest              | Aresta Nord, des del Coll Nord                            | ?                        | Josu Bereciartua, Joan Josep Garra, Ferran Latorre, Juanito Oizarzábal i Juan Vallejo a més d'un equip de tècnics de TVE | Cim        |                                           |
| 2003 | Expedició Everest 50                              | Aresta Sud Est, des del Coll Sud                          | Sergi Mingote            | Sergi Mingote i un equip de periodistes de TV3. | Cim        | Sergi Mingote                             |
| 2003 | III Expedició Tarragona al Sostre del Món         | Aresta Sud Est                                            | Jesús Elena              | Joan Carles Castellví, Maria Castro, Eloi Collado, Jordi Farriol, Josep Flaqué, Joan Carles Igual, Lluís Ràfols, Jacob Salvador i Joan Solé. | Intent     | -                                         |
| 2004 | Expedició Femenina                                | Aresta Nord, des del Coll Nord                            |                          | Núria Balagué, Maite Hernández, Marisa Huguet, Sílvia Ferrandiz | Cim        | Núria Balagué, Maite Hernández            |
| 2005 | Esplugues a l'Everest                             | Aresta Nord, des del Coll Nord                            | Xavi Arias               | Xavi Arias, Mercè Vidal, Agustí Torrents, Albert Carbonell, Oriol Franco | Intent     |                                           |
| 2006 | Expedició Terres de l'Ebre                        | Aresta Nord, des del Coll Nord                            | Josep Sancho             | Josep Sancho, Marc Flos, David Ferrer, Agustí Pallarés, Ferran Escrivà | Cim        | David Ferrer, Marc Flos                   |
| 2008 |                                                   | Aresta Sud Est, des del Coll Sud                          |                          | Xavi Arias, Xavi Aymar | Cim        | Xavi Arias, Xavi Aymar                    |
| 2016 | Summits of my life                                | Corredor Hornbein/Norton i aresta Nord, des del Coll Nord |                          | Kilian Jornet, Jordi Tossas, Jordi Corominas, Sébastien Montaz-Rosset, Vivian Bruchez | Intent     |                                           |
| 2017 | Summits of my life #oureverest                    | Aresta Nord, des del Coll Nord                            |                          | Kilian Jornet, Sébastien Montaz-Rosset | Cim        | Kilian Jornet                             |
| 2017 | Expedició Everest 2017, CAT14x8000                | Aresta Sud Est, des del Coll Sud                          |                          | Ferran Latorre, Yannik Graziani, Hans Wenzl, Martina Bauer | Cim        | Ferran Latorre, Hans Wenzl                |

## Estadístiques
- Fins al final de la temporada d'escalada de 2006, 2.062 persones van escalar fins al cim en un total de 3.050 ascensions, i d'aquest 80 són dones. 203 persones han mort intentant l'ascensió, i en aquests casos, la majoria dels cossos romanen a la muntanya a causa de les difícils condicions de la muntanya (molts d'ells són visibles des de les vies d'ascens habituals).
- El nombre total d'intents d'ascensió durant els últims 50 anys ja ronda els 10.000.
- La gran majoria de les expedicions utilitzen màscares d'oxigen suplementari per sobre dels 8.000 metres. Aquesta zona s'anomena zona de la mort.

L'Everest es pot escalar sense un suplement extra d'oxigen, augmentant però, el risc per a l'escalador; es fa difícil pensar amb claredat amb la manca d'oxigen juntament combinat amb les baixes temperatures, condicions atmosfèriques difícils.

## La Zona de la Mort
Encara que les condicions de qualsevol zona considerada com "zona de la mort" poden aplicar-se al mont Everest (altitud major a 8.000 msnm), la situació allí és, fins i tot, més difícil per als escaladors. Les temperatures poden descendir a nivells molt baixos, fet que provoca la congelació de qualsevol part del cos exposat mínimament al fred. Amb una temperatura tan baixa, la neu està totalment congelada i relliscosa, augmentant així el risc de despreniments i caigudes. L'alta velocitat del vent, de 135 km/h, és també un perill potencial per als muntanyencs. La pressió atmosfèrica al cim de l'Everest és al voltant d'un terç de la pressió del nivell del mar i per tant, la quantitat d'oxigen respirable és igualment d'un terç de l'habitual.

## Discussió sobre l'ús d'oxigen
L'ús d'ampolles d'oxigen per a l'ascensió ha estat sempre molt controvertida. El mateix George Mallory ho descrivia com antiesportiu, però va arribar a la conclusió de què seria impossible arribar al cim sense el seu ús i, per tant, en va utilitzar. Quan Tenzing i Edmund Hillary varen aconseguir arribar al cim, utilitzaren ampolles d'oxigen. Durant els següents 25 anys, la utilització d'oxigen va ser considerada normal per a qualsevol intent d'ascensió. Reinhold Messner va ser el 1978 el primer escalador a trencar el ja tradicional ús d'oxigen juntament amb Peter Habeler. Els dos aconseguiren la primera ascensió al cim sense la seva utilització. Messner sempre ha negat algunes acusacions d'haver utilitzat oxigen, acusacions que van ser silenciades quan va ascendir a l'Everest sense suport ni ajuda, i en solitari, l'any 1980 per la ruta nord-est, tècnicament més difícil. Als anys posteriors a les ascensions de Messner, la discussió sobre l'ús d'oxigen continuà.
El desastre de l'any 1996 va intensificar el debat. El llibre de Jon Krakauer, La febre del cim de 1997 expressava les seves crítiques personals a l'ús de l'ampolla d'oxigen. Krakauer va escriure que l'ús d'oxigen permetia intentar l'ascensió a escaladors poc qualificats, el que comportava difícils situacions i incloses més morts. El desastre del 10 de maig de 1996 va ser, en part causat pel gran nombre d'escaladors (33 en un dia) intentant pujar, el que causava cues a l'Esglaó de Hillary i endarreria els escaladors, pel que molts d'ells arribaren al cim passades les 2 de la tarda, considerada habitualment l'hora més tardana per a retornar. Krakauer va proposar la prohibició de l'oxigen, a excepció de casos d'emergència, argumentant, igualment, que aquest fet evitaria la contaminació de la muntanya (gran quantitat d'ampolles s'acumulen als colls) i evitaria que els muntanyistes menys qualificats intentessin l'escalada.

## Impacte ambiental
Entre 1990 i el 2019 es va produir una clara tendència cap a la proliferació de les expedicions comercials que va comportar un increment exponencial de residus, com tendes, roba tècnica fabricada amb material sintètic, ampolles d’oxigen, de gas o altres restes de campaments abandonats.
Aquest procés va anar acompanyat de la construcció d'infraestructures i de polítiques de privatització de les muntanyes per mitjà de permisos que en possibiliten l'accés, restringits a aquells col·lectius que econòmicament es poden permetre uns costos mínims que oscil·len entre els 40.000 i els 60.000 euros. Tota aquest turisme de muntanya genera evidents impactes socials, culturals i mediambientals. Segons les dades del muntanyenc i escriptor Alan Arnette, la majoria de les quaranta agències que el 2021 es van dedicar al turisme d'altura procedeixen dels països occidentals, mentre que poc més del 30 % tenen base al mateix Nepal, la població del qual està destinada a fer de mà d'obra barata per a portar, fixar cordes i recollir les deixalles de les expedicions i els trekkings occidentals.